# Змітнів
Змі́тнів — село в Україні, у Сосницькій селищній громаді Корюківського району Чернігівської області. Населення становить 667 осіб. До 2020 орган місцевого самоврядування — Змітнівська сільська рада.

## Символіка
Символіка села є промовистою. На гербі зображене фортеця (городище) на горі над Десною (синій колір). Перед горою зображена мітла. Символіка відображає легенду, згідно якої поселення було зметене (знищене) з гори татарами Батия.

## Історія
Вперше згадується у 1552 р. Поблизу села є городище періоду Київської Русі. Входило до складу Сосницького полку. Споруджено церкву Тихвинської ікони Божої матері на вул. Придеснянській, 47а.
Змітнів (також Взметнів) — поселення на горі над р. Десною. За легендою, поселення було зметене (знищене) з гори татарами Батия. Ранньослов'янське сіверське поселення перших віків нашої доби[джерело?]. Називався Змітнев в княжі часи (за Іпатіївським літописом), літописним градом Неятином.
У 1071 р. «воєваша половци у Растовца і Неятина». З географічної примітки 14 ст.[якої?] відомий перелік градів по Десні — Чернігів, Омельники, Брянечськ, Рястовець, Унеятин, Новгород. Проте у літописах згадується й інший Неятин, як град берендеїв біля Києва. Відома і міграція тюркських племен з Правобережжя на Сіверщину. Можливо літописна назва занесена ковуями-берендеями. Назва Неятин за формою утворення співзвучна з літописним топонімом Нежатин (Ніжин).
Змітнів згадується у грамоті 1552 р. як починок Лунча (відомий також гідронім у Росії). Частина зметневских бортників поселилися на новому бортному уході-починку. Відоме село в давнину своїми бобровими гонами, видриними й рибними промислами. Неятин став називатися Змітневим за московського владування 1503—1619 рр., можливо від імені власника (у 1600 р. у Рязані відомий боярин Олексій син Зметнев). За поляків Змітнів — власність Пясочинських[джерело?]. У 1635 р. — король надав село Олександру Киселю. За переписом 1666 р. 30 дворів посполитих, 65 дворів бобилів і підсусідків козацьких. Це люди які платили податки, козаки податки не платили. З 1726 р. селом володів Кочубей (рід Кучук–беїв) Федір Васильович. Війтом був Гаврило Іванченко, отаманом — Василь Лихач. У 1732 р. налічувалося 40 козацьких дворів і 16 дворів бобровників, церква, школа та  шпиталь.
1781 р. було 23 хати підданих майбутнього (1786–1791) підполковника Михайла Семеновича Кочубея, 26 хат бобровників і 70 козацьких хат, сільська церква. 1770 р. — 807 парафіянин сільської церкви.
У Змітневі знаходився маєток контрадмірала Володимира Ушинського. Дядько відомого педагога[кого?] був похований на цвинтарі місцевої Троїцької церкви. За його заповітом дружина адмірала у 1872 р. відкрила Володимирське Змітнівське сирітське жіноче училище. Дружина Амалія відписала весь свій маєток і 12 тис. рублів училищній раді. При училищі діяла за європейським зразком школа домашнього господарства ім. Амалії Ушинської. Пізніше училище було перенесено до Сосниці й на його базі відкрито жіночу прогімназію.
У 1885 р. — 1210 жителів у 202 дворах, церква, постоялий двір, вітряк. За переписом 1897 р. — 246 дворів, 1716 жителів, земська школа, торжок. У 1924 р. — 359 дворів і 1 290 жителів. 1973 р. — 489 дворів і 1 297 жителів. Знайдено в селі скарб з 1 133 срібних монет 17 ст.[джерело?]. У Змітневі у 1964 р. знімався фільм «Зачарована Десна». Нині[коли?] в селі проживає 554 жителі. Озеро Космовка, кажуть, утворилося від падіння метеорита[джерело?].
У 2016 році про село зняли відео-репортаж ТСН. Школу збиралися закрити (за законом у школі має бути 25 учнів, а було 21), тому селяни дали оголошення про запрошення батьків з дітьми. Приїхало 5 родин із 24 дітьми. Третина хат пустує, тому проблеми із житлом швидко вирішились.
12 червня 2020 року, відповідно до розпорядження Кабінету Міністрів України № 730-р «Про визначення адміністративних центрів та затвердження територій територіальних громад Чернігівської області», увійшло до складу Сосницької селищної громади.
19 липня 2020 року, в результаті адміністративно-територіальної реформи та ліквідації Сосницького району, увійшло до складу Корюківського району Чернігівської області.

## Населення

### Мова
Розподіл населення за рідною мовою за даними перепису 2001 року:
| Мова       | Кількість | Відсоток |
| ---------- | --------- | -------- |
| українська | 662       | 99.25%   |
| російська  | 3         | 0.45%    |
| білоруська | 2         | 0.30%    |
| Усього     | 667       | 100%     |

## Відомі люди
- В селі народився Аполлос Байбаков (1737—1801), єпископ церкви Російської імперії.